# Azande (náhorní plošina)
Azande je náhorní plošina ve střední Africe. Odděluje od sebe Čadskou pánev na severu a Konžskou pánev na jihu. Na severovýchodě přechází ve Wadajské hory, na jihovýchodě v pohoří Mitumba a na západě v Adamauskou vysočinu.
Plošinou Azande prochází rozvodí mezi bezodtokou oblastí Čadské pánve a povodím Konga. Jižní část je odvodňována přítoky Ubangi, jejíž zdrojnice Uele a Mbomu sbírají své vody ve východní části plošiny.
Plošina Azande je budována horninami prekambria. V oblasti se těží diamanty a zlato.
Z velké části je porostlá lesnatou savanou.